# Klorin (organisk förening)
Inom organisk kemi är en klorin en stor heterocyklisk aromatisk ring som i grunden består av tre pyrrolringar och en pyrrolin som sammankopplas med fyra metenbryggor (=CH-). Till skillnad från porfin, den centrala aromatiska ringstrukturen hos porfyriner, är kloriner alltså inte aromatiska igenom hela ringens omkrets.
Kloriner som innehåller magnesium som centraljon kallas klorofyller och är det viktigaste ljuskänsliga pigmentet i växternas kloroplaster, de cellorganeller i vilka fotosyntesen sker.
Besläktade ämnen, som består av två pyrroler och två pyrroliner (som liknar en pyrrol, men har en dubbelbindning mindre), kallas bakterieklorin och isobakterieklorin
På grund av ljuskänsligheten används kloriner inom experimentell fotodynamisk terapi.

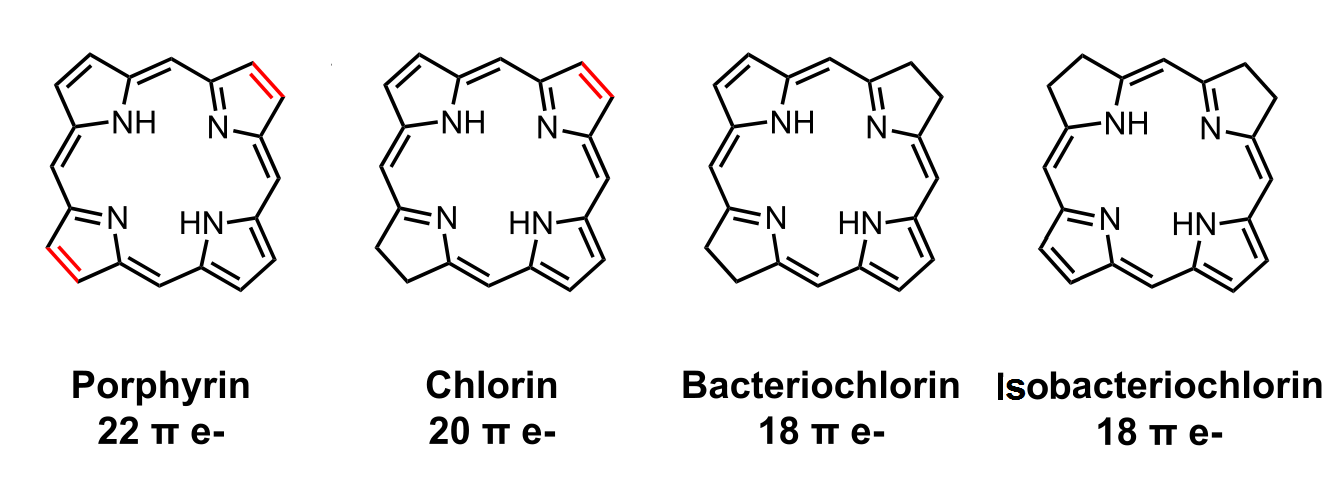
Jämförelse av strukturen hos porfyrin, klorin, bakterieklorin, och isobakterieklorin. Det finns två π-elektroner per dubbelbindning i makrocykeln.